# Auto-Wax
Auto-Wax war ein deutscher Hersteller von Automobilen.

## Unternehmensgeschichte
Das Unternehmen aus Berlin-Charlottenburg begann 1955 in den Kant-Garagen mit der Produktion von Automobilen. Gründer war Hans Hubert („Hanne“) Wax (1927–1984), ein Mann mit abenteuerlicher Lebensgeschichte als MfS-Agent der DDR. Der Markenname der Autos lautete Wax bzw. Wax-Alfa. 1962 endete die Produktion.

## Fahrzeuge
Das Unternehmen stellte Sportwagen her. Wax verfügte über sehr gute Fertigkeiten im Umgang mit glasfaserverstärkten Kunststoffen (GFK). Basis war die Bodengruppe, das Fahrwerk und der Antrieb der Alfa Romeo Giulietta. Darauf wurde eine Karosserie aus GFK montiert. Die Wagen wurden in den Karosserieformen Coupé und Cabriolet angeboten. Außerdem stellte das Unternehmen einige Kunststoffkarosserien nach Entwürfen von Luigi Colani her. Colani war bei dem Aufbau seiner Karosserien auch persönlich in der Werkstatt. Dort entstand auch der Prototyp des Abarth-Alfa Romeo 1300 Berlinetta, der heute noch existiert. Über den Verbleib weiterer Fahrzeuge von Auto-Wax ist nichts bekannt.

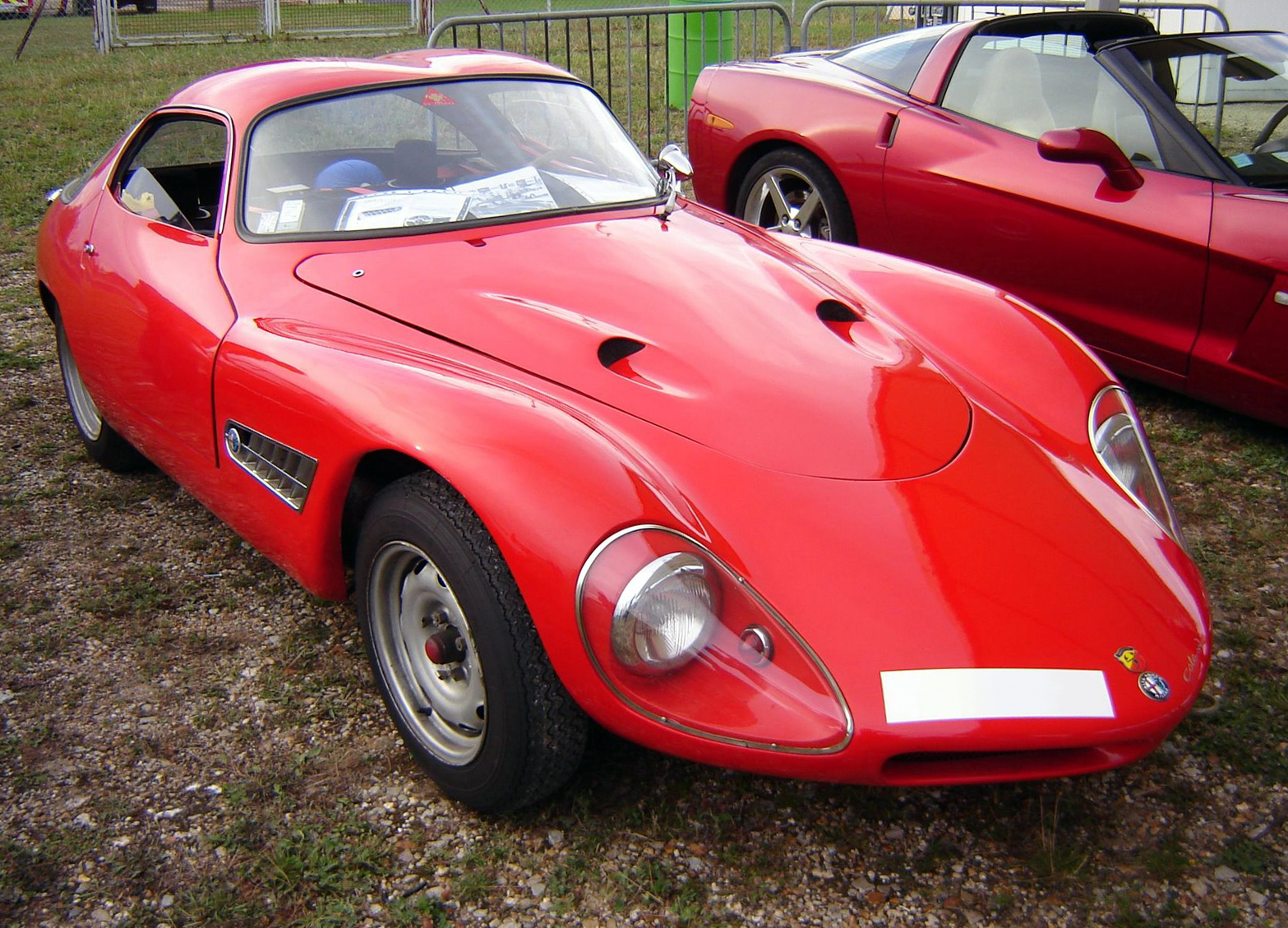
1959 Abarth-Alfa Romeo 1300 Berlinetta (Colani)

## Werkstatt und Motorsport
Parallel betrieb „Hanne“ Wax auch eine Alfa-Romeo-Werkstatt mit Autohandel. Er war Hobby-Rennfahrer und präparierte Alfas für den Motorsport. Der Alfa Romeo Giulietta Sprint Veloce Zagato (Fahrgestell-Nr. *04657) von Wax wurde 1958 vom Berliner Rennfahrer Herbert Schultze beim AvD-Avus-Rennen (Großer Preis von Berlin) gefahren. 1961 übernahm Herbert Schultze die Werkstatt von Wax.